# Alfréd Deésy
 (septembre 2024).
Alfréd Deésy est un réalisateur hongrois né le 22 septembre 1877 à Dej et mort le 18 juillet 1961  à Budapest.

## Filmographie partielle
- 1917 : Álarcosbál (en)
- 1918 : Küzdelem a létért (en)
- 1918 : Az élet királya (en)
- 1935 : Nem élhetek muzsikaszó nélkül (en)
- 1942 : Üzenet a Volgapartról (en)